# 代明县
代明县（Landkreis Demmin）是德国梅克伦堡-前波美拉尼亚州中东部曾经的一个县，县治代明。
在2011年梅克伦堡-前波美拉尼亚州的县改革中，代明县与周边几个县和新勃兰登堡市合并为梅克伦堡湖区县，县治新勃兰登堡。

## 地理
代明县北面与北前波美拉尼亚县，东面与东前波美拉尼亚县，东南面与梅克伦堡-施特雷利茨县，南面与米里茨县，西面与居斯特罗县相邻。